# … denn keiner ist ohne Sünde
… denn keiner ist ohne Sünde ist ein 1957 gedrehtes deutsch-französisch-italienisches Filmmelodram von Maurice Cloche mit Georges Marchal, Nicole Berger sowie den beiden Deutschen Claus Holm und Kai Fischer in den Hauptrollen. Die Geschichte basiert auf einem Roman von Pietro Ferrari.

## Handlung
Großraum Marseille im Jahre 1957. Der aufrichtige Pater Hermann, der einst in der Fremdenlegion gedient hatte, versucht mit aller Kraft, die in dieser Hafenstadt besonders gefährdeten Mädche von der Prostitution fernzuhalten bzw. von ihren Luden loszueisen. Dafür hat er ihnen ein spezielles Refugium geschaffen. Sein stärkster Gegner in diesem Kampf ist Charly, eine Gangster und Zuhälter aus Marseilles Unterwelt, denn der verdient mit den Mädchen sehr viel Geld. 
Charly will keinesfalls die Aktionen des Paters einfach hinnehmen und beginnt ihn massiv zu bekämpfen. Eines Tages scheint sich das Glück des bis dahin ziemlich auf verlorenem Posten stehenden Paters zu wenden, denn er bekommt Hilfe in Gestalt des Barkeepers Paul. Der hat gute Gründe, Charly und seine Machenschaften zu hassen, ist doch Pauls Braut Néda gleichfalls in die Fänge des Zuhälters geraten. Allmählich beginnen Pater Hermanns seelsorgerischen Aktivitäten Früchte zu tragen.

## Produktionsnotizen
… denn keiner ist ohne Sünde entstand zwischen dem 13. November und dem 31. Dezember 1957 und wurde am 11. April 1958 im Düsseldorfer Residenz-Theater uraufgeführt. Die französische Premiere fand stark verspätet am 1. Juli 1959 statt.
Julien Rivière übernahm die Produktionsleitung, Robert Giordani gestaltete die Filmbauten. 

## Kritik
Im Lexikon des Internationalen Films heißt es knapp: „In Milieuzeichnung und Dialogen oftmals platt, bleibt der Film formal hinter seinen guten Absichten zurück.“